# Brassói íróper
Az 1959-es brassói íróper erdélyi szász írók ellen irányuló koncepciós per volt a Gheorghe Gheorghiu-Dej által vezetett Romániában. A vád “a társadalmi rend megdöntésére irányuló agitáció” volt, az ügyet a brassói katonai bíróság tárgyalta. Az egy évi vizsgálati fogság alatt a vádlottak nem találkozhattak a védőügyvédjükkel. A tárgyalást ugyan "nyilvánosnak" nevezték, de a tárgyalóterembe csak a kijelölt párttagok, újságírók, és a Securitate munkatársai mehettek be.
Korábban már voltak hasonló perek, amelyek az erdélyi szászokat sújtották: 1958-ban Dr. Konrad Möckel, a brassói Fekete templom lelkésze ellen, Nagydisznódon kiskorúakat, a Prejber-perben brassói és szebeni fiatalokat állítottak a bíróság elé.
A vádlottak közül Andreas Birknert 25 évi, Hans Bergelt 15 évi, Wolf von Aichelburgot 25 évi, Harald Siegmundot 10 évi, Georg Scherget 20 évi kényszermunkára ítélték. A mellékbüntetés minden esetben teljes vagyonelkobzás és az állampolgári jogok elvesztése volt.
Az írók már 1962–1964 között, amnesztiával kiszabadultak, de rehabilitációjukra csak 1968-ban került sor.
A per anyaga 1993-ban megjelent német nyelven Peter Motzan és Stefan Siennerth szerkesztésében Worte als Gefahr und Gefährdung címmel. A vád egyik tanúja, Eginald Schlattner, akit utóbb szintén elítéltek a feljelentés elmulasztásáért, Die rote Handschuhe címmel tette közzé önéletrajzi regényét. Eginald Schlattner másik önéletrajzi regénye Fejvesztett kakas (Der geköpfte Hahn) címen magyarul is megjelent.